# Затлъстяване
Затлъстяването е болестно състояние, при което индексът на телесната маса е 30 или по-висок. Затлъстяването е резултат от нарушено равновесие между енергийния внос чрез храната и енергоразхода на индивида. Честа причина за това състояние е свръххраненето, т.е. прием на повече от необходимата за основната обмяна и за двигателната активност енергия.
Затлъстяването е медицинско състояние, при което телесната мазнина е натрупана до такава степен, че би могла да има зловреден ефект върху здравето. Тя се определя чрез т.нар. Индекс на телесната маса (ИТМ), а посредством него и съотношението талия/ханш може да се оценят и сърдечно-съдовите рискови фактори. ИТМ е близко свързан и показател за процентното съдържание на телесни мазнини, както и за общото им количество.
Затлъстяването увеличава вероятността от различни болести, по-специално сърдечни болести, диабет тип 2, обструктивна сънна апнея, някои видове рак, остеоартрит и астма. Причината за затлъстяването най-често е комбинация от прекомерен прием на енергия от храната, липса на физическа активност и генетична предразположеност, макар че някои случаи са причинени предимно от гени, ендокринни заболявания, лекарства или психиатрично заболяване. Доказателствата, подкрепящи мнението, че някои хора страдащи от затлъстяване ядат малко и въпреки това качват килограми поради бавен метаболизъм, са ограничени. В общия случай хората, страдащи от затлъстяване изразходват повече енергия от слабите хора, защото им е необходима повече енергия за поддържане на увеличената телесна маса.
Спазването на диета и физическите упражнения са основните начини за лечение на затлъстяването. Качеството на хранителния режим може да се подобри чрез намаляване на консумацията на храни с високо количество енергия като например храните с високо съдържание на мазнини и захари и чрез увеличаване на приема на диетични фибри. Могат да се приемат лекарства против затлъстяване, за да се намали апетита или да се блокира абсорбирането на мазнини, в комбинация с подходяща диета. Ако диетата, упражненията и лекарствата нямат ефект, загубата на тегло може да бъде подпомогната със стомашен балон или може да се извърши операция за намаляване обема на стомаха и/или дължината на червата, което води до по-бързо засищане и намалена способност за усвояване на хранителните вещества от храната.
Затлъстяването е водеща предотвратима причина за смърт в световен мащаб, с увеличаваща се разпространеност сред възрастни и деца и авторитетите в тази област смятат, че това е един от най-сериозните проблеми за общественото здраве в 21 век. Затлъстяването се заклеймява сред голяма част от модерното общество (особено в Западния свят), макар че по време на други исторически времена често се е приемало за символ на благосъстояние и плодородие, което все още е така в някои части от света.

## Класификация
Затлъстяването е медицинско състояние, при което се натрупва излишна телесна мазнина до степен, до която това може да окаже неблагоприятен ефект върху здравето. То се определя от индекса на телесна маса (ИТМ) и допълнително се изследва по отношение на разпределението на мазнините в съотношението талия/ханш и общите сърдечносъдови рискови фактори. ИТМ е тясно свързан както с процента телесни мазнини, така и с общите телесни мазнини.
При децата здравословното тегло варира според възрастта и пола. Затлъстяването при децата и юношите не се определя като абсолютна цифра, а спрямо исторически нормална група, при която затлъстяването се определя като ИТМ, който е по-висок от 95-ия персентил. Референтните данни, на които се основават тези персентили, са от 1963 до 1994 г. и следователно не са засегнати от скорошни увеличения в теглото.
| ИТМ       | Класификация          |
| --------- | --------------------- |
| < 18,5    | тегло под нормата     |
| 18,5-24,9 | нормално тегло        |
| 25,0-29,9 | наднормено тегло      |
| 30,0-34,9 | затлъстяване клас I   |
| 35,0-39,9 | затлъстяване клас II  |
| ≥ 40      | затлъстяване клас III |

Световната здравна организация (СЗО) през 1997 г. дава (публикувани през 2000 г.) следните норми за ИТМ посочени вдясно
Някои организации са направили известни изменения в дефинициите на СЗО. Литературата в хирургията разделя затлъстяването „клас III“ на още три категории, чиито точни стойности все още се оспорват.
- Всеки ИТМ ≥ 35 или 40 е „тежко затлъстяване“
- ИТМ ≥ 35 или 40 – 44,9 или 49,9 означава „болестно затлъстяване“
- ИТМ ≥ 45 или 50 означава „супер затлъстяване“

При някои нации, особено сред монголоидната раса, има определени други по-ниски стойности на ИТМ. В Япония за затлъстяване се говори при ИТМ над 25, а в Китай – над 28.
ИТМ се изчислява като се раздели теглото на човек на неговата височина на квадрат, като обикновено се изразява в метрични или в характерните за САЩ мерни единици:
Метрични единици: ИТМ = килограми / метри^2
Характерните за САЩ и имперски мерни единици: ИТМ = lb*703 / in^2
където lb е теглото на човека във фунтове, а in е височината му в инчове.
Най-често използваните дефиниции, определени от Световната здравна организация (СЗО) през 1997 г. и публикувани през 2000 г., се отнасят към стойностите, изброени в таблицата вдясно.
Тъй като при азиатското население се наблюдават отрицателни последствия за здравето при по-нисък ИТМ отколкото при кавказците, някои нации са поставили друга дефиниция на затлъстяването; японците са дефинирали затлъстяването като всеки ИТМ, който е по-висок от 25, докато Китай използва ИТМ над 28.

## Ефекти върху здравето
Излишното телесно тегло е свързано с различни заболявания, по-специално сърдечно-съдови заболявания, захарен диабет тип 2, обструктивна сънна апнея, някои видове рак, остеоартрит и астма. В резултат от това е доказано, че затлъстяването намалява продължителността на живота.

### Смъртност
| |  |  |
| Относителен риск от смърт в период от 10 години за бели мъже (вляво) и жени (вдясно), които никога не са пушили, в САЩ, според ИТМ. |  |  |

Затлъстяването е една от водещите предотвратими причини за смърт в световен мащаб. Някои сериозни американски и европейски проучвания показват, че рискът от смърт е по-нисък при ИТМ между 20 – 25 кг/м2 при непушачите и между 24 – 27 кг/м2 при настоящи пушачи, като рискът се увеличава при промени и в двете посоки. ИТМ над 32 се свързва с двойна смъртност сред жените в период от 16 години. В Съединените американски щати е изчислено, че затлъстяването причинява допълнителни 111 909 до 365 000 смъртни случая на година, докато в Европа с наднорменото тегло се свързват 1 милион (7,7%) смъртни случая. Затлъстяването намалява продължителността на живота средно с шест до седем години: ИТМ от 30 – 35 намалява продължителността на живота с две до четири години, докато тежкото затлъстяване (ИТМ > 40) намалява продължителността на живота с 10 години.

### Заболеваемост
Затлъстяването увеличава риска от много физически и психични заболявания. Тези съпътстващи заболявания най-често се проявяват в метаболитен синдром, комбинация от болестни състояния, която включва захарен диабет тип 2, високо кръвно налягане, високо ниво на холестерол в кръвта и високи нива на триглицеридите.
Според последните изследвания, проведени в университета „Джонс Хопкинс“, от голямо значение са и годините с болестно затлъстяване. Рискът от развиване на сърдечно заболяване расте правопропорционално на годините, прекарани с нездравословно наднормено тегло. Така хората, които дълги години живеят с този проблем, е по вероятно при изследване да покажат високи стойности на биохимичния маркер тропонин. Тропонинът е белтък (протеин), които се съдържа единствено в сърцето. При увреждане на сърдечния мускул неговите нива се повишават. Той е и един от показателите за прекаран инфаркт.
Усложненията са или пряко причинени от затлъстяване или косвено свързани чрез механизми, които споделят една обща причина като лоша диета или заседнал начин на живот. Силата на връзката между затлъстяването и специфичните условия варира. Една от най-силните е връзката с диабет тип 2. Излишните мазнини лежат в основата на 64% от случаите на диабет при мъжете и 77% от случаите при жените.
Последиците за здравето попадат в две големи категории – тези, които се дължат на влиянието на повишена мастна маса (като остеоартрит, обструктивна сънна апнея, обществено заклеймяване) и тези, които се дължат на увеличен брой мастни клетки (диабет, рак, сърдечно-съдови заболявания, неалкохолна стеатозна чернодробна болест). Покачването на телесните мазнини променя реакцията на тялото към инсулина, което потенциално води до инсулинова резистентност. Освен това, увеличаването на мазнините причинява проинфламаторно състояние, и протромботично състояние.
| Област на медицината                    | Състояние | Област на медицината        | Състояние |
| --------------------------------------- | --- | --------------------------- | --- |
| Кардиология                             | - исхемична болест на сърцето: ангина и инфаркт на миокарда - застойна сърдечна недостатъчност - високо кръвно налягане - атеросклероза - дълбока венозна тромбоза и белодробна емболия | Дерматология                | - стрии - акантозис нигриканс - лимфедем - целулит - хирзутизъм - интертриго |
| Ендокринология и репродуктивна медицина | - захарен диабет - синдром на поликистоза на яйчниците - менструални нарушения - безплодие - усложнения по време на бременност - вродени дефекти - вътрематочна смърт на плода          | Стомашно-чревни заболявания | - гастроезофагеална рефлуксна болест - стеатозна чернодробна болест - холелитиаза (камъни в жлъчката)                                                                                    |
| Неврология                              | - удар - парестетична мералгия - мигрена - синдром на карпалния тунел - деменция - идиопатична интракраниална хипертензия - множествена склероза                                        | Онкология                   | - гърди, яйчници - хранопровод, колоректален - черен дроб, на панкреаса - жлъчен мехур, стомах - ендометриум, шийка на матката - простата, бъбрек - неходжкинов лимфом, мултиплен миелом |
| Психиатрия                              | - депресия при жените - обществено заклеймяване | Пулмология                  | - обструктивна сънна апнея - хиповентилационен синдром от затлъстяване - астма - увеличаване на усложненията по време на обща анестезия                                                  |
| Ревматология и ортопедия                | - подагра - слаба подвижност - остеоартрит - болки в кръста | Урология и нефрология       | - еректилна дисфункция - императивна инконтиненция - хронична бъбречна недостатъчност - хипогонадизъм - скрит пенис                                                                      |

### Парадокс на оцеляването
Въпреки че негативните последици на затлъстяването върху здравето на населението като цяло са напълно подкрепени от наличните доказателства, здравните резултати в някои подгрупи изглежда се подобряват с повишаване на ИТМ – феномен, известен като парадокс на оцеляването при затлъстяване. Парадоксът е описан за пръв път през 1999 г. при хора с наднормено тегло и затлъстяване, подложени на хемодиализа, и впоследствие е установен при тези със сърдечна недостатъчност и периферна артериална болест (ПАБ).
При хора със сърдечна недостатъчност, тези с ИТМ между 30 и 34,9 има по-ниска смъртност, отколкото тези с нормално тегло. Това се дължи на факта, че хората често отслабват, когато здравето им постепенно се влошава. Подобни констатации са направени при други видове сърдечни заболявания. Хора със затлъстяване клас I и сърдечни заболявания нямат по-големи степени на бъдещи проблеми със сърцето, отколкото хора с нормално тегло, които също имат сърдечносъдови заболявания. При хора с по-високи степени на затлъстяване обаче се увеличава рискът от бъдещи случаи. Дори след коронарен байпас не се наблюдава повишаване на смъртността при наднорменото тегло и затлъстяването. Едно проучване установи, че повишеното оцеляване може да бъде обяснено с по-агресивното лечение на хората със затлъстяване след сърдечно събитие. Друго откри, че ако се вземе предвид хронична обструктивна белодробна болест (ХОББ) при тези с ПАБ ползата от затлъстяването вече не съществува.

### Причини
Смята се, че на индивидуално ниво комбинацията от прекомерен прием на енергия от храната и липсата на физическа активност обяснява повечето случаи на затлъстяване. Отделни случаи се дължат преди всичко на генетични, медицински причини или на психиатрични заболявания. На ниво общество обаче нарастващите нива на затлъстяване се обясняват с все по-лесно достъпната и апетитна храна, нарасналата зависимост от автомобилите и механизираното производство.
Проучване проведено през 2006 г. посочва десет други възможни причини за неотдавнашния ръст на степента на затлъстяване: (1) липса на сън, (2) вещества, нарушаващи функцията на ендокринната система (замърсители на околната среда, които пречат на мастната обмяна), (3) понижена променливост на температурата на околната среда, (4) понижени нива на тютюнопушене, тъй като пушенето потиска апетита, (5) нараснала употреба на медикаменти, които могат да доведат до повишаване на телесното тегло (напр. атипични антипсихотици), (6) пропорционално нарастване в етническите и възрастови групи, които обикновено имат по-високо телесно тегло, (7) бременност в по-късна възраст (която може да бъде причина за склонност към затлъстяване у децата), (8) епигенетични рискови фактори, предавани по наследство, (9) естествен подбор за по-висок индекс на телесната маса и (10) избирателно чифтосване, водещо до натрупване на рискови фактори, водещи до затлъстяване (това би повишило броя на затлъстелите като повиши променливостта на теглото на населението). Макар да има съществени доказателства в подкрепа на тезата за влиянието на тези механизми върху нарасналото разпространение на затлъстяването, те все още са неубедителни и авторите заявяват, че те вероятно имат по-слабо влияние от факторите, описани в предишния параграф.

### Хранене
| |  |  |
| Карта на наличността на хранителна енергия на човек на ден през 1961 (вляво) и 2001 – 2003 г. (вдясно) в ккал/човек/ден. no data <1600 1600-1800 1800-2000 2000-2200 2200-2400 2400-2600 2600-2800 2800-3000 3000-3200 3200-3400 3400 – 3600 >3600 |  |  |

Приемът на хранителна енергия на глава от населението ясно варира между различните региони и държави. Той също така се е променил значително в течение на времето. От началото на 80-те години до последните години на XX век средното количество налични калории на човек на ден (количеството на закупената храна) е нараснало във всички краища на света, с изключение на Източна Европа. Съединените щати са разполагали с най-много калории – 3654 на човек през 1996 г. Те са се увеличили още през 2003 г. до 3754. В края на XX век европейците са разполагали с 3394 калории на човек, в развиващите се райони на Азия – с 2648 калории на човек, а в Субсахарска Африка са се падали по 2176 калории на човек. Доказано е, че общото енергийно потребление е свързано със затлъстяването.
Широкодостъпните хранителни указания не са допринесли много за решаване на проблемите на преяждането и лошия избор на храни. От 1971 до 2000 г. степента на затлъстяване в Съединените щати е нараснала от 14,5% на 30,9%. През същия период е отбелязан ръст на средното количество на потребената енергия, доставена чрез храната. Средният ръст при жените е бил 335 калории на ден (1542 калории през 1971 г. и 1877 калории през 2004 г.), докато при мъжете средният ръст е бил 168 калории на ден (2450 калории през 1971 г. и 2618 калории през 2004 г.). По-голямата част от тази допълнителна енергия от храната е дошла от нарастване на консумацията на въглехидрати за сметка на консумацията на мазнини. Основните източници на тези допълнителни въглехидрати са подсладени напитки, които сега осигуряват близо 25% от дневната енергия от храната на младите в Америка, и картофения чипс. Смята се, че консумацията на подсладени напитки допринася за нарастване нивата на затлъстяване.
С нарастване на зависимостта на обществата от висококалоричните храни, големите порции и бързото хранене, връзката между консумацията на храни в заведенията за бързо хранене и затлъстяването буди все повече притеснения. Между 1977 и 1995 г. консумацията на храни в заведенията за бързо хранене в Съединените щати се е утроила, а приемът на енергия от храната от тези храни се е увеличил четири пъти.
Селскостопанската политика и техниката в Съединените щати и Европа са довели до по-ниски цени на храните. В Съединените щати субсидирането на производството на царевица, соя, жито и ориз чрез Американския закон за земеделието е направило основните източници на полуфабрикати евтини в сравнение с плодовете и зеленчуците.
Хората, страдащи от затлъстяване, упорито декларират по-ниска от реалната си консумация на храна в сравнение с хората с нормално тегло. Това се подкрепя както от изследвания на хора, провеждани в калориметрична камера, така и чрез преки наблюдения.

### Заседнал начин на живот
Заседналият начин на живот играе значителна роля при затлъстяването. В световен мащаб има значително преминаване към физически по-лека работа, и не по-малко 60% от световното население не се натоварва достатъчно физически. Това се дължи преди всичко на нарасналата употреба на механизирани транспортни средства и преобладаването на трудоспестяващи технологии в дома. При децата изглежда има спад в нивата на физическа активност в резултат на по-малко ходене и физическо възпитание. Световните тенденции по отношение на физическата активност в свободното време са по-слабо изразени. Световната здравна организация посочва, че в световен мащаб хората правят все по-малко възстановителни упражнения, докато проучване, проведено във Финландия показва ръст, а според проучване от Съединените щати физическата активност в свободното време не се е променила значително.
Както при децата, така и при възрастните, има връзка между гледането на телевизия и риска от затлъстяване. Според едно проучване, 63 от 73 изследвани случая (86%) показват нарастване на нивата на затлъстяване сред децата, изложени на повишено влияние на медиите като нивата нарастват пропорционално на времето, прекарано в гледане на телевизия.

### Генетика
Както много други медицински състояния, затлъстяването е резултат от взаимодействието между генетични фактори и фактори на околната среда. Полиморфизмът в различни гени контролиращи апетита и метаболизма предразполага към затлъстяване, когато е налице достатъчно енергия от храната. Към 2006 г. повече от 41 от тези състояния са свързани с развитието на затлъстяването, когато е налице благоприятна среда. Установено е, че хората с две копия на FTO ген (мастна маса и ген, свързан със затлъстяването, тежат с 3 – 4 кг повече и имат 1,67 пъти по-висок риск от затлъстяване в сравнение с тези, които не притежават рисковия алел. Процентът на затлъстяване, който е свързан с генетични фактори, в зависимост от изследваното население варира от 6 до 85%.
Затлъстяването е основен белег на няколко синдрома като синдром на Прадер-Вили, синдром на Барде-Бидъл, синдром на Коен и MOMO синдром. (Терминът „несиндромно затлъстяване“ понякога се използва, за да се изключат тези условия.) При хората с ранно започнала тежка форма на затлъстяване (определена преди 10-годишна възраст и индекс на телесна маса над три стандартни отклонения над нормалното), 7% притежават точкова мутация на ДНК.
Изследвания, фокусирани повече върху моделите на наследствеността, отколкото върху специфични гени, откриват, че 80% от поколението на двама затлъстели родители е със затлъстяване, за разлика от по-малко от 10% от поколението на родителите с нормално тегло.
Хипотезата за пестеливия генотип приема, че поради хранителен недостиг по време на човешката еволюция, хората са склонни към затлъстяване. Способността им да се възползват от редките периоди на изобилие като съхраняват енергия под формата на мазнини е полезна във времената на непостоянна наличност на храна и хората с по-големи мастни резерви имат по-голям шанс да оцелеят по време на масов глад. Тази тенденция за натрупване на мазнини обаче става неадекватна в общества с постоянно снабдяване с храна.  Тази теория е подложена на различни критики и са предложени и други теории на основата на еволюцията като хипотезата за генетичния дрейф и хипотезата за пестеливия фенотип.

### Други заболявания
Определени физически и психически заболявания и лекарствени вещества, използвани за лечението им могат да увеличат риска от затлъстяване. Заболяванията, които повишават риска от затлъстяване, включват няколко редки генетични синдрома (изброени по-горе), както и някои вродени или придобити състояния: хипотиреоидизъм, синдром на Кушинг, недостиг на растежен хормон, и хранителните разстройства склонност към преяждане и синдром на нощното хранене. Въпреки това, затлъстяването не се разглежда като психично разстройство и поради това не е в списъка DSM-IVR като психично заболяване.Рискът от наднормено тегло и затлъстяване е по-висок при пациенти с психични разстройства, отколкото при лица без психични разстройства.
Някои медикаменти могат да причинят наддаване на тегло или промени в телесната конструкция. Tе включват инсулин, сулфанилурейни лекарства, тиазолидиндиони, атипични антипсихотици, антидепресанти, стероиди, някои антиконвулсивни (фенитоин и валпроат), пизотифен и някои форми на хормонална контрацепция.

### Социални фактори, обуславящи затлъстяването
Макар че генетичните влияния са важни за разбирането на затлъстяването, те не могат да обяснят настоящото му драматично нарастване, наблюдаващо се в рамките на определени страни или в световен мащаб. Въпреки че се приема, че поемането на повече енергия, отколкото е енергийният разход, води до затлъстяване на индивидуална основа, причината за варирането между тези два фактора е много дискутирана в обществен мащаб. Има редица теории за причината, но повечето смятат, че става дума за комбинация от различни фактори.
Съотношението между социална класа и ИТМ варира глобално. Преглед от 1989 г. установява, че в развитите страни жените с по-висока социална класа са в по-малка степен склонни към затлъстяване. Не се наблюдават значителни разлики между мъжете от различни социални класи. В развиващия се свят жените, мъжете и децата от високите социални класи показват по-голям дял на затлъстяване. Актуализация на този преглед, извършена през 2007 г. установява същите взаимовръзки, но те са по-слабо изразени. Счита се, че намаляването на силата на корелация се дължи на ефектите от глобализацията. В развитите страни нивата на възрастните със затлъстяване и процентът на подрастващи с наднормено тегло, са свързани с неравенство на дохода. Подобна връзка се наблюдава сред щатите в САЩ – повече възрастни, дори и от по-високи социални класи, са с наднормено тегло в по-неравностойните щати.
Предлагат се много обяснения за връзките между ИТМ и социална класа. Смята се, че в развитите страни богатите могат да си позволят по-питателна храна, подложени са на по-голям социален натиск да останат стройни и имат повече възможности и едновременно с това по-големи очаквания по отношение на физическата пригодност. За развиващите се страни се смята, че за наблюдаваните модели допринася възможността да си позволиш храна, голям разход на енергия чрез физически труд и културните особености, почитащи по-големия размер на тялото. Отношението към телесната маса, демонстрирано от близките хора, също може да играе роля за затлъстяването. Открита е връзка между промените на ИТМ в течение на времето при приятели, братя и сестри и съпрузи. Стресът и ниският социален статус вероятно повишават риска от затлъстяване.
Пушенето оказва значителен ефект върху теглото на индивида. Отказалите се от пушенето наддават с 4,4 кг (9,7 lb) за мъжете и 5 кг (11 lb) за жените над 10 години. Въпреки това, промяната на разпространението на тютюнопушенето има малък ефект върху общите нива на затлъстяване.
В САЩ с риска от затлъстяване се свързва броят на децата, които човек има. Рискът при жените нараства със 7% на дете, докато при мъжете е 4% на дете. Това може да се обясни отчасти с факта, че грижата за зависимите от тях деца намалява физическата активност на родителите от западния свят.
В развиващия се свят урбанизацията играе роля в увеличаването на дела на затлъстяването. В Китай общият дял на затлъстяване е под 5%, но в някои градове процентът на затлъстелите е повече от 20%.
Смята се, че недохранването в детските години играе роля за нарастващата степен на затлъстяване в развиващия се свят. Ендокринните промени, които се извършват по време на периоди на недохранване, могат да предизвикат натрупването на мазнини тогава, когато на разположение е повече храна.
В съответствие с данните на когнитивната епидемиология, много изследвания потвърждават, че затлъстяването се свързва с познавателни дефицити.  Не е ясно дали затлъстяването е причина за познавателни дефицити или обратно.

### Инфекциозни агенти
Изследването на въздействието на инфекциозни агенти върху метаболизма все още е в ранен етап. Доказано е, че чревната микрофлора при слабите и затлъстелите хора е различна. Има данни, че чревната микрофлора при затлъстели и слаби индивиди може да повлияе на метаболитния потенциал. Смята се, че тази вероятна промяна на метаболитния потенциал допринася за повишена способност за усвояване на енергия, водеща до затлъстяване. Все още предстои да бъде установено дали тези разлики са пряка причина или резултат от затлъстяването.
Открита е взаимовръзка между вирусите и затлъстяването при хората и няколко различни вида животни. Степента, в която тези зависимости вероятно са повлияли за увеличаване на затлъстяването все още предстои да бъде определена. 

## Патофизиология
Флайър обобщава многото възможни патофизиологични механизми, участващи в развитието и поддържането на затлъстяването. Тази област на научните изследвания е била много слабо развита до откриването на лептина през 1994 г. След това откритие са изяснени много други хормонални механизми, участващи в регулирането на апетита и поемането на храна, моделите на складиране на мастна тъкан и развиването на инсулинова резистентност. След откриването на лептина са проучени грелинът, инсулинът, орексинът, PYY 3-36, холецистокининът, адипонектинът и много други. Адипокините са медиатори, произвеждани от мастната тъкан. Смята се, че те оказват влияние на много заболявания свързани със затлъстяване.
За лептина и грелина се счита, че са допълнителни фактори, повлияващи апетита, като грелинът, който се произвежда в стомаха въздейства върху краткосрочния контрол над апетита (напр. да се яде, когато стомахът е празен и да се спира, когато е разтегнат. Лептинът се произвежда от мастната тъкан, за да сигнализира за натрупването на мастни резерви в тялото и е отговорен за дългосрочния контрол на апетита (напр. да се яде повече, когато резервите са малки и по-малко, когато резервите са по-големи). Въпреки че контролът на лептина може да е ефективен при малка група индивиди със затлъстяване и с недостиг на лептин, повечето затлъстели индивиди се считат за резистентни спрямо него. Смята се, че тази резистентност спрямо лептина отчасти обяснява защо контролът на лептина се оказва неефективен за потискане на апетита при повечето хора със затлъстяване.
Макар че лептинът и грелинът се произвеждат периферно, те контролират посредством въздействието си върху централната нервна система. По-конкретно те и останалите свързани с апетита хормони влияят на хипоталамуса – участък от междинния мозък, отговарящ за регулацията на приема на храна и разхода на енергия. Има няколко вериги в хипоталамуса, които играят роля за регулирането на апетита, от които пътят на меланокортина е най-добре изяснен. Веригата започва в участък на хипоталамуса – аркуатно ядро, който има окончания в латералния хипоталамус (LH) и във вентромедиалния хипоталамус (VMH), съответните мозъчни центрове, отговарящи за храненето и засищането.
Аркуатното ядро съдържа две отделни групи неврони. Първата група представлява невропептид Y (NPY) и агути свързан пептид (AgRP) и има стимулиращи входове към LH и инхибиторни входове към VMH. Втората група представлява проопиомеланокортин (POMC) и кокаин и амфетамин регулирани транскрипт (CART) и има стимулиращи входове към VMH и инхибиторни входове към LH. Следователно, NPY/AgRP невроните стимулират храненето и потискат ситостта, а POMC/CART невроните стимулират ситостта и потискат храненето. Двете групи неврони на аркуатното ядро отчасти се регулират от лептина. Лептинът инхибира NPY/AgRP групата и същевременно стимулира POMC/CART групата. Така недостатъчната сигнализация на лептина, независимо дали поради недостиг на лептин или чрез лептинова резистентност води до прехранване и може да обясни някои генетични и придобити форми на затлъстяване.

## Обществено здраве
Световната здравна организация (СЗО) прогнозира, че наднорменото тегло и затлъстяването скоро може да заместят по-традиционните проблеми на общественото здраве като недохранването и инфекциозните заболявания като най-важна причина за влошено здраве. Затлъстяването е проблем за общественото здраве и политика поради неговото разпространение, разходи и ефекти върху здравето.
Обществената грижа за здравето се опитва да разбере и коригира факторите на околната среда, които са отговорни за увеличеното разпространение на затлъстяването сред населението. Решенията на проблема са насочени към променяне на факторите, които водят до свръхконсумация на храна на енергия и потискат физическа активност. Усилията включват финансирани на федерално ниво програми за хранене в училищата, ограничаване на директните продажби на нездравословна храна на деца, и ограничаване на достъпа до подсладени напитки в училищата. При изграждането на градска среда се полагат усилия за увеличаване на достъпа до паркове и разработване на пешеходни маршрути.
Много държави и групи публикуваха доклади, отнасящи се до затлъстяването. През 1998 г. бяха публикувани първите федерални насоки на САЩ, озаглавени „Клинични насоки за идентификацията, оценката и лечението на наднорменото тегло и затлъстяването при възрастни – доклад“. През 2006 г. Канадската работна група срещу затлъстяването публикува „Насоки за клинична практика в Канада (CPG) за лечение и превенция на затлъстяването при възрастни и деца“. Това са цялостни, основани на доказателства насоки за лечение и превенция на наднормено тегло и затлъстяване при възрастни и деца.
През 2004 г. в Обединеното кралство Кралската лекарска колегия, Факултетът по обществено здраве и Кралската колегия по педиатрия и детско здравеопазване издадоха доклада „Storing up Problems“, който подчертава нарастващия проблем със затлъстяването във Великобритания. През същата година Здравната комисия към Камарата на общините публикува своето „най-изчерпателно проучване [...] предприемано някога“ за въздействието на затлъстяването върху здравеопазването и обществото в Обединеното кралство и възможните подходи към проблема. През 2006 г. Националният институт по здравеопазване и клинични постижения (NICE) издаде насоки относно диагностиката и лечението на затлъстяването, както и за политическите последствия за немедицински органи като местните общини. Доклад, изготвен през 2007 г. от сър Дерек Уолнес за Kралската фондация предупреди, че освен ако не се предприемат по-нататъшни действия, затлъстяването е в състояние да парализира финансово Националната здравна служба.
Разглеждат се цялостни подходи за справяне с нарастващите нива на затлъстяване. Рамковата програма за действие срещу затлъстяването (OPA) разделя мерките на „възходящи“ политики, „централни“ политики и политики „надолу по веригата“. „Възходящите“ политики се стремят да променят обществото, „централните“ политики се опитват да променят поведението на индивидите за предотвратяване на затлъстяването, а „низходящите“ политики се опитват да лекуват вече засегнатите хора.

## Овладяване
Основното лечение на затлъстяването се състои в диета и физически упражнения. Диетичната програма може да доведе до загуба на тегло за кратко време, но често поддържането на теглото е трудно и нерядко се изисква упражненията и диетата с намалено количество енергия от храната да станат постоянна част от начина на живот. Процентът на успяващите да поддържат намаленото тегло за по-дълго време е нисък и е в рамките на 2 – 20%. Промените в храненето и начина на живот са ефективни при ограничаване на прекомерно покачване на теглото през бременността и подобряват резултатите и за майката, и за детето.
Широко достъпен е един медикамент, орлистат (Ксеникал) и е одобрен за дългосрочна употреба. Загубата на тегло обаче е умерена – средно 2,9 кг (6,4 lb) за 1 до 4 години и има много малко информация за това как това лекарство повлиява на дългосрочните усложнения на затлъстяването. Употребата му се свързва с повишени странични ефекти върху стомашно-чревния тракт  и се изразяват опасения за отрицателни ефекти върху бъбреците. Достъпни са и още два други медикамента. С Лорказерин (Belviq) резултатите са средно 3,1 кг загуба на тегло (3% от телесната маса) по-голяма от приемане на плацебо в продължение на една година. Комбинацията от фентермин и топирамат (Qsymia) също е донякъде ефективна.
Най-ефективното лечение на затлъстяването е бариатричната хирургия. При тежка форма на затлъстяване хирургията е свързана с дългосрочна загуба на тегло и намалена обща смъртност. Проучване установява загубата на тегло между 14 и 25% (в зависимост от вида на извършената процедура) за 10 години и 29% намаляване на всички причини за смъртност в сравнение със стандартните мерки за отслабване. Въпреки това, поради стойността и риска от усложнения, изследователите търсят други ефективни и по-малко инвазивни процедури.

## Епидемиология
| [[Image:World map of Male Obesity, 2008.svg\|200px\|alt=Карта на света, показваща разпространението на затлъстяването сред мъжете (вляво) и жените (вдясно). <5% 5-10% 10-15% 15-20% 20-25% 25-30% 30-35% 35-40% 40-45% 45-50% 50-55% >55% | Карта на света, показваща разпространението на затлъстяването сред мъжете (вляво) и жените (вдясно). <5% 5-10% 10-15% 15-20% 20-25% 25-30% 30-35% 35-40% 40-45% 45-50% 50-55% >55% ]] |  |  |
| Карта на света, показваща разпространението на затлъстяването сред мъжете (вляво) и жените (вдясно). <5% 5-10% 10-15% 15-20% 20-25% 25-30% 30-35% 35-40% 40-45% 45-50% 50-55% >55%                                                         | |  |  |

До началото на XX век случаите на затлъстяване са били рядкост. През 1997 г. обаче СЗО официално признава затлъстяването като световна епидемия. През 2005 г. СЗО прави оценка, че най-малко 400 милиона възрастни (9,8%) страдат от затлъстяване като дялът на жените преобладава над този на мъжете. Степента на затлъстяване нараства и с увеличаване на възрастта като тази тенденция се запазва поне до около 50-60-годишна възраст, а случаите на тежко затлъстяване в Съединените щати, Австралия и Канада нарастват по-бързо от общите темпове на нарастване на степента на затлъстяване.
Често в миналото смятано за проблем на високоразвитите държави, нивото на затлъстяване се повишава в световен мащаб като засяга както развити индустриални държави, така и развиващи се икономики. Това повишение е по-осезаемо в урбанизираните райони. Единственото място на света все още незасегнато от този глобален проблем е Субсахарска Африка.

## История

### Етимология
Думата затлъстяване (на английски: obesity; на испански: obesidad; на френски: obésité) идва от латинското obesitas, което означава „пълен, дебел, закръглен“. Ēsus е минало причастие на глагола edere (ям, храня се), към което е добавена представката ob (пре-). Според Оксфордския английски речник този термин е бил употребен за пръв път през 1611 г. от Рандъл Котгрейв.

### Исторически тенденции
Гърците са първите, които приемат затлъстяването като болестно състояние. Хипократ пише, че „Затлъстяването е не само заболяване самó по себе си, но и предвестник на други такива“. Индийският хирург Сушрута (VI век пр.н.е.) свързвал затлъстяването с диабета и сърдечно-съдовите заболявания. Той препоръчвал физически упражнения, с помощта на които да се лекуват болестта и страничните ефекти от нея. През по-голямата част от историята си човечеството се е борило с недостига на храни. Затова в миналото на затлъстяването се е гледало като на символ за благосъстояние и благоденствие. То било широко разпространено сред висшите чиновници в Европа през Средните векове и Ренесанса, както и сред древните източноазиатски цивилизации.
С началото на индустриалната революция било осъзнато, че военната и икономическа мощ на нациите зависели както от телесните размери, така и от силата на техните войници и работници. Нарастването на средните стойности на индекса на телесната маса от това, което днес се смята за тегло, по-ниско от нормалното, до това, което днес се смята за нормално, е изиграло значителна роля в развитието на индустриализираните общества. В развитите страни от XIX век насам и ръстът, и теглото са се увеличили. През XX век, след като населението достигнало своя генетичен потенциал за нарастване във височина, теглото започнало да се увеличава много повече от ръста, което довело до затлъстяване. През 60-те години на XX век подобреното благосъстояние в развития свят довело до по-ниска детска смъртност, но с увеличаването на телесното тегло, зачестили случаите на сърдечно-съдови и бъбречни заболявания.
През този период застрахователните компании осъзнали връзката между теглото и продължителността на живота и увеличили застрахователните премии за клиентите, страдащи от затлъстяване.
В миналото много култури са гледали на затлъстяването като на отрицателна черта на характера. Дебелакът или образът на пълния човек в старогръцката комедия е бил чревоугодник и обект на подигравка. През християнската епоха на храната се гледало като на път към греховете леност и чревоугодничество. В модерната западна култура наднорменото тегло често се смята за непривлекателно и затлъстяването често е свързвано с различни отрицателни стереотипи. Хора от всички възрасти могат да се сблъскат със социална изолация и могат да бъдат тормозени от хулигани или избягвани от хората в своето обкръжение. Затлъстяването отново става причина за дискриминация.
Обществените разбирания в западното общество по отношение на здравословното телесно тегло се различават от тези по отношение на смятаното за идеално тегло, като от началото на XX век и двете са се променили. Теглото, което се смята за идеално, е намаляло от 30-те години на XX век насам. Това се илюстрира с факта, че от 1922 до 1999 г. средният ръст на носителките на титлата „Мис Америка“ е нараснал с 2%, докато средното им тегло е намаляло с 12%. От друга страна, вижданията на хората по отношение на здравословното тегло са се променили в обратна посока. Във Великобритания теглото, при което хората са смятали себе си за хора с наднормено тегло, е било значително по-високо през 2007, отколкото през 1999 г. Смята се, че тези промени се дължат на нарастващите нива на затлъстялост, водещи до възприемане на по-високи нива на излишната телесна мазнина за нормални.
В много части на Африка затлъстяването все още се смята за символ на благосъстояние и добруване. Това мнение е особено разпространено след избухването на ХИВ епидемията.

### В изкуството
Първите скулптурни изображения на човешкото тяло, датиращи отпреди 20 000 – 35 000 години, представляват фигурки на затлъстели жени. Някои обясняват Палеолитните Венери със склонността за подчертаване на плодовитостта, докато други смятат, че те изобразяват „пълнотата“ на хората по онова време. Затлъстяването обаче отсъства както в гръцкото, така и в древноримското изкуство, което вероятно е унисон с техните идеали по отношение на въздържанието. Това продължава и през голяма част от европейската християнска история, когато само хората с нисък социално-икономически статус биват изобразявани като затлъстели.
През Ренесанса някои представители на висшата класа започват да парадират с големите си размери, както може да се види от портретите на Хенри VIII и Алесандро дал Боро. Рубенс (1577 – 1640) в своите картини редовно изобразявал дебели жени, от което произлиза терминът „рубенсови форми“. Тези жени обаче все още запазвали формата на „пясъчен часовник“ и свързаната с нея идея за плодовитостта. През XIX век начинът, по който в Западния свят гледали на затлъстяването, се променил. След като векове наред затлъстяването било синоним на благосъстояние и социален статус, започнали да гледат на стройността като на желан стандарт.

## Общество и култура

### Икономически ефект
Освен влиянието му върху здравето, затлъстяването води след себе си много проблеми, включително такива на работното място и повишени разходи на бизнеса. Влиянието им се усеща от всички нива на обществото – от отделни лица до корпорации и правителства.
През 2005 г. медицинските разходи, които могат да се обяснят със затлъстяването, в САЩ са се изчислявали на 190,2 милиарда щатски долара или 20,6% от всички медицински разходи, докато тези в Канада през 1997 г. са се изчислявали на 2 милиарда канадски долара (2,4% от общите разходи за здравеопазване). Общите годишни преки разходи от наднорменото тегло и затлъстяването в Австралия през 2005 г. са възлизали на 21 милиарда австралийски долара. Австралийците с наднормено тегло и затлъстяване са получили и правителствени помощи в размер на 35,6 млрд. австралийски долара. Размерът на годишните разходи за диетични продукти само в САЩ се оценява на 40 до 100 млрд. щ.д.
Програмите за превенция на затлъстяването са довели до намаляване на разходите за лечение на свързаните със затлъстяването заболявания. Колкото по-дълго живеят хората обаче, толкова по-големи разходи за здравеопазване генерират. Затова изследователите стигат до извода, че намаляването на затлъстяването може да подобри общественото здраве, но едва ли ще намали общите разходи за здравеопазване.
Затлъстяването може да доведе до социална изолация и проблеми на работното място. В сравнение с колегите си с нормално тегло, работниците със затлъстяване като цяло отсъстват по-често от работа и вземат повече болнични, което води до повишаване на разходите за персонала и намаляване на производителността. Едно проучване сред служителите в университета Дюк показало, че хората с индекс на телесната маса над 40 са подали двойно повече искания за изплащане на застраховка срещу трудова злополука от тези с индекс между 18,5 и 24,9. Те също така са имали над 12 пъти повече загубени работни дни. Най-често срещаните наранявания в тази група са се дължали на падания или вдигания, засягащи долните крайници, китките или ръцете и гърба. Осигурителният институт на щата Алабама е одобрил спорен план, според който затлъстелите работници биват облагани с 25 щ.д. месечно, ако не вземат мерки за намаляване на теглото и за подобряване на здравословното си състояние. Тези мерки били въведени през януари 2010 г. и се прилагат за лица с индекс на телесната маса над 35 кг/м2, които не подобрят здравното си състояние в рамките на една година.
Някои проучвания показват, че затлъстелите хора е по-малко вероятно да бъдат наети на работа и повишени. Също така хората със затлъстяване са по-нископлатени за извършване същата работа в сравнение с колегите си, които не страдат от затлъстяване. Затлъстелите жени печелят средно с 6% по-малко, а затлъстелите мъже – средно с 3% по-малко.
Определени индустрии като например авиолиниите, здравеопазването и хранително-вкусовата промишленост са особено обезпокоени. Заради нарастващите нива на затлъстяване, авиолиниите се сблъскват с по-високи разходи за гориво и натиск да увеличат ширината на седалките. През 2000 г. свръхтеглото на затлъстелите пътници е струвало на авиопревозвачите 275 милиона щ.д. Здравеопазването е трябвало да инвестира в специално оборудване, за да може да обслужва пациентите с тежка форма на затлъстяване, включително в специални асансьори и бариатрични линейки. Разходите за ресторантите са се увеличили след съдебен процес, който ги обвинил в причиняване на затлъстяване. През 2005 г. Конгресът на САЩ обсъдил законодателството с цел да предотврати повдигането на граждански искове срещу хранително-вкусовата промишленост във връзка със затлъстяването, което обаче не довело до създаването на специален закон.

### Приемане на хората с наднормено тегло
Основната цел на движението за приемане на хората с наднормено тегло е да се намали дискриминацията спрямо хората, страдащи от затлъстяване и наднормено тегло. Някои участници в движението обаче също се опитват да оспорят установената връзка между затлъстяването и негативните последствия за здравето.
Съществуват редица организации, насърчаващи приемането на затлъстяването като през втората половина на 20 век техният брой осезаемо се е увеличил. Американската Национална асоциация за насърчаване на приемането на хора с наднормено тегло (NAAFA) е основана през 1969 г. и описва себе си като организация, защитаваща гражданските права и отдадена на мисията да сложи край на дискриминацията спрямо хората с наднормено тегло. Въпреки това активистката дейност на хората с наднормено тегло си остава малобройно движение като членска маса.
Международната асоциация за приемане на хора с наднормено тегло (ISAA) e неправителствена организация (НПО), основана през 1997 г. Нейната насоченост е по-скоро глобална и свързва своята мисия с насърчаване приемането на хора с наднормено тегло и подпомагане спирането на дискриминацията, основаваща се на телесното тегло. Тези групи често водят спорове за признаването на затлъстяването като увреждане съгласно американския Закон за американците с инвалидност (ADA). Американската правна система обаче реши, че включването на затлъстяването е свързано с потенциални разходи за общественото здравеопазване, надхвърлящи ползите от разширяване на обхвата на закона срещу дискриминацията.

## Затлъстяване в детска възраст
Здравословният диапазон на индекса на телесната маса (BMI) варира в зависимост от възрастта и пола на детето. Затлъстяването при деца и юноши се определя като индекс на телесната маса, по-висок от 95-и процентил. Референтните данни, на които се основават тези процентили са от 1963 г. до 1994 г. и по този начин не са били засегнати от скорошните увеличения на стойностите на затлъстяване. Затлъстяването в детска възраст достигна епидемични размери през 21 век като стойностите са се повишили, както в развитите, така и в развиващите се страни. При канадските момчета стойностите на затлъстяване са се увеличили от 11% през 80-те години до 30% през 90-те години на 20 век като по време на същия период стойностите са се повишили от 4 до 14% при бразилските деца.
Както по отношение на затлъстяването при възрастни, много различни фактори допринасят за повишаващите се стойности при затлъстяването в детска възраст. Смята се, че промяната в диетата и понижената физическа активност са двата най-важни фактора, водещи до последното повишение на стойностите. Тъй като затлъстяването в детска възраст често продължава и в зряла възраст и се свързва с множество хронични заболявания, децата с наднормено тегло често биват изследвани за артериална хипертония, захарен диабет, хиперлипидемия и чернодробна стеатоза. Въпреки че усилията, положени за повишаване активността при децата не са дали голям успех, използваните при децата лечения са свързани основно с намеси в начина на живот и с поведенчески техники. В САЩ лекарствата за употреба в тази възрастова група не са одобрени от Американската агенция по храните и лекарствата (FDA).

## При други животни
Затлъстяването при домашните любимци е често срещано в много страни. В САЩ стойностите на наднормено тегло и затлъстяване при кучета варират от 23 до 41% с около 5,1% затлъстяване. Процентът на затлъстяване при котки е малко по-висок – 6,4%. В Австралия процентът на затлъстяване сред кучетата във ветеринарна среда е 7,6%. Рискът от затлъстяване при кучета е свързан с това дали техните собственици са с наднормено тегло. Въпреки това обаче не съществува подобна взаимовръзка между котките и техните стопани.

## Homo obesus(затлъстелият човек)
Съвременният човек в западната цивилизация страда от затлъстяване. С помощта на магнитен резонанс според изследване се установява, че „45% от жените и 60% от мъжете са СОЗО (слаби отвън, затлъстели отвътре) – имат нормални стойности (20 – 25 kg/m2) на индекса на телесна маса и на обиколката на талия и ханш – тънки са отвън, но имат натрупване на мастна тъкан около вътрешните органи – затлъстели са отвътре“.